# معالجة الصور الرقمية باستخدام مرشحات الوسط

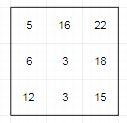

معالجة الصور الرقمية باستخدام مرشحات الوسط قد يحدث تشويش (noise) على الصورة الرقمية عند التقاطها ويكون هذا التشويش بالعادة عشوائي (random noise) من الصعب التنبؤ بقيمته لذا لا يمكن إزالته من الصورة عن طريق طرحه.
المعادلة التالية توضح التشويش المضاف على الصورة: (g(x,y) = f(x,y) + ŋ(x,y حيث أن g هنا هو اقتران الصورة المشوشة و f هي الصورة الأصلية بينما ŋ هو اقتران التشويش.
هناك عدة مرشحات (filters) يمكن تطبيقها على الصورة باستخدام برمجية الماتلاب لمحاولة التخفيف من أثر هذا التشويش العشوائي.
من هذه المرشحات، مرشحات الوسط (mean filters) التي تطبق على الصورة في المجال المكاني (spacial domain).

## مرشح المتوسط الحسابي
مرشح المتوسط الحسابي (Arithmetic mean filter) ويسمى أيضاً مرشح المعدل المتحرك (moving average filter) يتم تطبيقه على الصورة كنافذة لها حجم معين على سبيل المثال (3*3) ومن ثم القيام بعملية الconvolution بين النافذة والجزء المطبقة عليه من الصورة، بصورة أبسط يتم جمع كمية الإضاءة (intensity) في كل بقعة ضوئية (pixel) ضمن نطاق النافذة من ثم القسمة على حجم النافذة، ولا ننسى إضافة الإطار الصفري حول الصورة حسب حجم النافذة عند تطبيق المرشح على حواف الصورة.

## مرشح الوسط الهندسي
مرشح الوسط الهندسي (geometric mean filter) ويتم تطبيقه بضرب القيم المخزنة في كل بقعة ضوئية موجودة ضمن نطاق هذا المرشح من ثم رفعها لمقلوب الحجم.
يستخدم بشكل واسع لإزالة تشويش جاوس(Gaussian noise) و يساعد بشكل عام في صقل الصورة (smooth) بخسارات أقل للتفاصيل الموجودة فيها من مرشح الوسط الحسابي

## تخفيف الضوضاء أو التشويش
تخفيف الضوضاءأو التشويش (noise reduction) هي عملية إزالة التشويش من إشارة أو موجة معينة (signal) أو صورة أو صوت (complex signal) لجعلها أكثر وضوحاً.
يمكن استخدام تقنيات وخوارزميات معينة للتخفيف من أثر هذا التشويش على الصوت أو الصورة.
قد يكون التشويش المراد تقليل أثره عشوائي ويمكن إزالة مثل هذا النوع باستخدام أحد مرشحات الوسط التي ذكرنا نوعين منها سابقاً. أو قد يكون تشويش أبيض (white noise) له توزيع ترددات متعادل تقريبا، ويمكن التخفيف من أثره باستخدام أنواع أخرى من المرشحات.